# Robin Hood of El Dorado
Robin Hood of El Dorado is een Amerikaanse western uit 1936 onder regie van William A. Wellman. Destijds werd de film in Nederland uitgebracht onder de titel De Robin Hood van El Dorado.

## Verhaal
Als vergelding voor de dood van zijn vrouw vermoordt de Mexicaanse boer Joaquin Murietta vier Amerikanen. Hij wordt vogelvrij verklaard en hij sluit zich aan bij een beruchte bandiet. Murrieta richt een leger op van misnoegde Mexicanen en daarmee maakt hij de Amerikanen het leven zuur. Zijn voormalige vriend Bill Warren wil hem vangen met een burgerwacht.

## Rolverdeling
| Acteur             | Personage            |
| ------------------ | -------------------- |
| Warner Baxter      | Joaquin Murrieta     |
| Ann Loring         | Juanita de la Cuesta |
| Bruce Cabot        | Bill Warren          |
| Margo              | Rosita de Murrieta   |
| J. Carrol Naish    | Three Fingered Jack  |
| Soledad Jiménez    | Moeder Murrieta      |
| Carlos De Valdez   | José Murrieta        |
| Eric Linden        | Jack Warren          |
| Edgar Kennedy      | Sheriff Judd         |
| Charles Trowbridge | Ramon de la Cuesta   |
| Harvey Stephens    | Kapitein Osborne     |
| Ralph Remley       | Rechter Perkins      |
| George Regas       | Tomás                |
| Francis McDonald   | Pedro                |
| Kay Hughes         | Louise               |